# Epopterus callerianus
Epopterus callerianus es una especie de coleóptero de la familia Endomychidae.

## Distribución geográfica
Habita en el Ecuador.